# Закони на Нютон
Законите на Нютон са закони на класическата механика, които позволяват да се запишат уравненията на движение за всяка механична система.

## Историческо развитие
Уравненията на Нютон се предшестват от опитите на Галилей, свързани с търкаляне на сфери по наклонени плоскости. Галилей открива закономерност, съгласно която сфери, падащи от дадено вертикално разстояние (дори и сферите да изминават различно хоризонтално разстояние), винаги достигат еднаква скорост. Галилей дори успява да изведе втория закон на Нютон за дадения случай, въвеждайки понятието сила (в случая действаща върху частицата). Нютон по-късно разбира, че законът, открит от Галилей за дадения частен случай, е приложим за всички случаи.

## Формулировка на Нютоновите закони

### Първи закон на Нютон
- Законът се нарича още и Закон за запазване на инерцията, или принцип на Галилей.

Законът гласи:
Всяко тяло запазва състоянието си на покой или на равномерно и праволинейно движение дотогава, докато външна сила не го изведе от това състояние.
Формулировката на първия закон за тяло, което извършва въртеливо движение, гласи:
Свободно въртящо се тяло запазва състоянието си на въртене с постоянна ъглова скорост, докато на него не действат някакви външни сили (моменти на сили), които да изменят това движение.

### Втори закон на Нютон
На какво всъщност влияе силата, се определя от втория закон на Нютон:
Сила, действаща на системата отвън, води до ускорение на системата:
F = m.a
Трябва да отбележим, че ако системата е затворена, то върху нея не въздействат никакви външни сили. Следователно по втория закон на Нютон, нейното ускорение е нула, което означава, че тя може да се движи само с постоянна скорост. По такъв начин първият закон на Нютон е частен случай на втория.

### Трети закон на Нютон
Всяко действие има равно по големина и противоположно по посока противодействие.
Ако едно тяло действа на друго тяло с дадена сила, то винаги второто тяло противодейства на първото с равна по големина и противоположна по посока сила, приложена в точката на взаимодействие.

### Изводи
От законите на Нютон произтичат някои интересни изводи. Така например третият закон на Нютон казва, че както и да взаимодействат помежду си телата, те не могат да изменят своя сумарен импулс: възниква законът за съхранение на импулса. По-нататък се оказва, че много от заобикалящите ни сили (в частност гравитационните сили) притежават потенциал: работата, която извършват външните сили, за да пренесат едно тяло от една точка до друга, не зависи от конкретната траектория (математически казано – роторът на силовото поле е тъждествено равен на нула. В този случай силата (векторна величина) може да се представи като градиент на дадена скаларна величина – потенциал. За да може третият закон на Нютон да е изпълнен автоматично, трябва потенциалът на взаимодействието на двете тела да зависи само от абсолютната стойност на разликата на координатите на тези тела U(|r1-r2|). Тогава възниква законът за съхранение на сумарната механическа енергия на взаимодействащите тела:
или накратко: Всяко действие има противодействие, равно по сила в обратната посока!

## Оригинална формулировка
Оригиналната формулировка на законите на Нютон (на латински) гласи:
| „ | LEX I Corpus omne perseverare in statu suo quiescendi vel movendi uniformiter in directum, nisi quantenus a viribus impressis cogitur statum illum mutare. LEX II Mutationem motus proportionalem esse vi motrici impressae et fieri secundum lineam rectam qua vis illa imprimitur. LEX III Actioni contrariam semper et aequalem esse reactionem: sive corporum duorum actiones in se mutuo semper esse aequales et in partes contrarias dirigi. | “ |

## Коментари относно законите на Нютон

### Сили на инерцията
Ако трябва да сме напълно точни, законите на Нютон са верни само в инерциални отправни системи. Ако трябва да запишем уравненията на движение в неинерциална отправна система, то те ще се отличават по вид от втория закон на Нютон. Обаче ако опростим нещата и добавим дадена фиктивна „сила на инерцията“, то тогава уравненията придобиват отново вид, подобен на втория закон на Нютон. Математически това е коректно, но от гледна точка на физическата реалност не трябва да приемаме новата фиктивна сила за реално съществуваща в резултат на някакво реално взаимодействие. Трябва да се подчертае, че „силата на инерция“ е само една удобна параметризация, характеризираща начина, по който се различават законите за движение в инерциални и неинерциални отправни системи.

### Законите на Нютон и механиката на Лагранж
Законите на Нютон не са най-дълбокият начин да се формулира класическата механика. В рамките на механиката на Лагранж съществува една-единствена формула (описание на механическото действие) и един-единствен резултат (телата се движат така, че действието да е минимално) и от тях могат да бъдат изведени всички закони на Нютон. Освен това, в рамките на лагранжевия формализъм могат лесно да бъдат разглеждани хипотетични ситуации, в които действието приема какъв да е вид. При този процес уравненията за движение вече престават да приличат на законите на Нютон, но при това самата класическа механика си остава все така приложима.

### Решаване на уравненията за движение
Уравнението F = m.a (т.е. вторият закон на Нютон) е диференциално уравнение от втори ред, защото ускорението е втора производна на координатите спрямо времето. Това означава, че еволюцията на механичната система във времето може да се определи еднозначно, ако знаем нейните начални координати и скорости. Трябва да се отбележи, че ако уравненията, описващи нашия свят, бяха от първи ред, то от света биха изчезнали явления като инерцията, колебанията и вълните.